# Club Universitario de Deportes nelle competizioni internazionali
Di seguito sono elencate le partite del Club Universitario de Deportes nelle competizioni internazionali. A oggi il Club ha partecipato a 47 tornei internazionali ufficiali, tutti organizzati dalla CONMEBOL. È diventata la prima squadra peruviana a partecipare alla Coppa Libertadores, nel 1961.

## Competizioni CONMEBOL

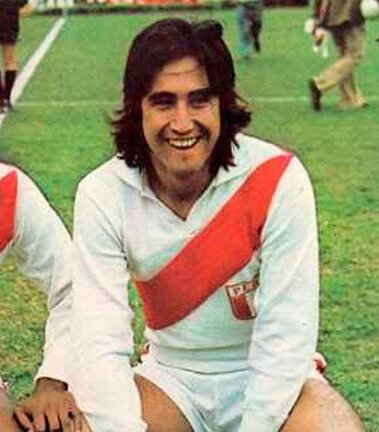
Percy Rojas ha segnato 16 gol in Copa Libertadores con il club.

Coppa Libertadores 
 1961 
| Turno            | Partita                 | Risultato |
| ---------------- | ----------------------- | --------- |
| Quarti di finale | Peñarol - Universitario | 5-0       |
| Quarti di finale | Universitario - Peñarol | 2-0       |

 1965 
| Turno         | Partita                              | Risultato |
| ------------- | ------------------------------------ | --------- |
| Fase a gironi | Universitario - Santos               | 1-2       |
| Fase a gironi | Universitario - Universidad de Chile | 1-0       |
| Fase a gironi | Santos - Universitario               | 2-1       |
| Fase a gironi | Universidad de Chile - Universitario | 5-2       |

 1966 
| Turno       | Partita                      | Risultato |
| ----------- | ---------------------------- | --------- |
| Primo turno | Universitario - Alianza Lima | 2-0       |
| Primo turno | Petare - Universitario       | 2-2       |
| Primo turno | Lara - Universitario         | 0-0       |
| Primo turno | Universitario - Boca Juniors | 2-1       |
| Primo turno | Universitario - River Plate  | 1-1       |
| Primo turno | River Plate - Universitario  | 5-0       |
| Primo turno | Universitario - Lara         | 1-0       |
| Primo turno | Universitario - Petare       | 1-2       |
| Primo turno | Boca Juniors - Universitario | 2-0       |
| Primo turno | Alianza Lima - Universitario | 0-1       |

 1967 
| Turno       | Partita                           | Risultato |
| ----------- | --------------------------------- | --------- |
| Primo turno | Universitario - Sport Boys        | 1-0       |
| Primo turno | Petare - Universitario            | 0-3       |
| Primo turno | Deportivo Galicia - Universitario | 2-0       |
| Primo turno | Universitario - Deportivo Galicia | 2-0       |
| Primo turno | Universitario - Petare            | 1-0       |
| Primo turno | Cruzeiro - Universitario          | 4-1       |
| Primo turno | Universitario - Cruzeiro          | 2-2       |
| Primo turno | Sport Boys - Universitario        | 0-1       |
| Semifinali  | Universitario - Colo-Colo         | 3-0       |
| Semifinali  | Universitario - Racing Club       | 1-2       |
| Semifinali  | River Plate - Universitario       | 0-1       |
| Semifinali  | Racing Club - Universitario       | 1-2       |
| Semifinali  | Universitario - River Plate       | 2-2       |
| Semifinali  | Colo-Colo - Universitario         | 0-1       |
| Play-off    | Racing Club - Universitario       | 2-1       |

 1968 
| Turno       | Partita                          | Risultato |
| ----------- | -------------------------------- | --------- |
| Primo turno | Always Ready - Universitario     | 0-3       |
| Primo turno | Wilstermann - Universitario      | 0-0       |
| Primo turno | Universitario - Sporting Cristal | 1-1       |
| Primo turno | Universitario - Wilstermann      | 5-1       |
| Primo turno | Universitario - Always Ready     | 6-0       |
| Primo turno | Sporting Cristal - Universitario | 2-2       |

 1970 
| Turno            | Partita                          | Risultato |
| ---------------- | -------------------------------- | --------- |
| Primo turno      | LDU Quito - Universitario        | 2-0       |
| Primo turno      | América de Quito - Universitario | 0-3       |
| Primo turno      | Universitario - Defensor Arica   | 2-1       |
| Primo turno      | Universitario - América de Quito | 3-0       |
| Primo turno      | Universitario - LDU Quito        | 2-0       |
| Primo turno      | Defensor Arica - Universitario   | 1-1       |
| Quarti di Finale | Universitario - Boca Juniors     | 1-3       |
| Quarti di Finale | Universitario - River Plate      | 1-2       |
| Quarti di Finale | Boca Juniors - Universitario     | 1-0       |
| Quarti di Finale | River Plate - Universitario      | 5-3       |

 1971 
| Turno            | Partita                          | Risultato |
| ---------------- | -------------------------------- | --------- |
| Quarti di finale | Sporting Cristal - Universitario | 0-0       |
| Quarti di finale | Universitario - Rosario Central  | 3-2       |
| Quarti di finale | Universitario - Boca Juniors     | 0-0       |
| Quarti di finale | Rosario Central - Universitario  | 2-2       |
| Quarti di finale | Universitario - Boca Juniors     | 1-0       |
| Quarti di finale | Universitario - Sporting Cristal | 3-0       |
| Semifinali       | Universitario - Palmeiras        | 1-2       |
| Semifinali       | Universitario - Nacional         | 0-0       |
| Semifinali       | Palmeiras - Universitario        | 3-0       |
| Semifinali       | Nacional - Universitario         | 3-0       |

 1972 
| Turno       | Partita                              | Risultato |
| ----------- | ------------------------------------ | --------- |
| Primo turno | Universitario - Alianza Lima         | 2-1       |
| Primo turno | Universidad de Chile - Universitario | 1-0       |
| Primo turno | Unión San Felipe - Universitario     | 1-3       |
| Primo turno | Alianza Lima - Universitario         | 2-2       |
| Primo turno | Universitario - Unión San Felipe     | 0-0       |
| Primo turno | Universitario - Universidad de Chile | 2-1       |
| Semifinali  | Universitario - Peñarol              | 2-3       |
| Semifinali  | Universitario - Nacional             | 3-0       |
| Semifinali  | Nacional - Universitario             | 3-3       |
| Semifinali  | Peñarol - Universitario              | 1-1       |
| Finale      | Universitario - Independiente        | 0-0       |
| Finale      | Independiente - Universitario        | 2-1       |

 1973 
| Turno       | Partita                          | Risultato |
| ----------- | -------------------------------- | --------- |
| Primo turno | Sporting Cristal - Universitario | 2-2       |
| Primo turno | Universitario - Olimpia          | 2-1       |
| Primo turno | Universitario - Cerro Porteño    | 0-2       |
| Primo turno | Universitario - Sporting Cristal | 0-1       |
| Primo turno | Olimpia - Universitario          | 3-1       |
| Primo turno | Cerro Porteño - Universitario    | 1-0       |

 1975 
| Turno       | Partita                              | Risultato |
| ----------- | ------------------------------------ | --------- |
| Primo turno | Unión Huaral - Universitario         | 1-1       |
| Primo turno | Montevideo Wanderers - Universitario | 0-2       |
| Primo turno | Peñarol - Universitario              | 0-1       |
| Primo turno | Universitario - Unión Huaral         | 2-2       |
| Primo turno | Universitario - Montevideo Wanderers | 3-1       |
| Primo turno | Universitario - Peñarol              | 3-2       |

Coppa Sudamericana
2002
| Turno            | Partita                      | Risultato |
| ---------------- | ---------------------------- | --------- |
| Fase preliminare | Alianza Lima - Universitario | 1-0       |
| Fase preliminare | Universitario - Alianza Lima | 0-1       |

2005
| Turno            | Partita                          | Risultato     |
| ---------------- | -------------------------------- | ------------- |
| Fase preliminare | Universitario - Alianza Atlético | 1-1           |
| Fase preliminare | Alianza Atlético - Universitario | 1-1 (4-1 dtr) |

2007
| Turno            | Partita                           | Risultato |
| ---------------- | --------------------------------- | --------- |
| Fase preliminare | Universitario - Atlético Nacional | 0-1       |
| Fase preliminare | Atlético Nacional - Universitario | 1-0       |

2008
| Turno            | Partita                         | Risultato |
| ---------------- | ------------------------------- | --------- |
| Fase preliminare | Universitario - Deportivo Quito | 0-0       |
| Fase preliminare | Deportivo Quito - Universitario | 2-1       |

2011
| Turno            | Partita                         | Risultato     |
| ---------------- | ------------------------------- | ------------- |
| Secondo turno    | Dep. Anzoátegui - Universitario | 1-2           |
| Secondo turno    | Universitario - Dep. Anzoátegui | 2-0           |
| Ottavi di finale | Godoy Cruz - Universitario      | 1-1           |
| Ottavi di finale | Universitario - Godoy Cruz      | 1-1 (2-3 dtr) |
| Quarti di finale | Universitario - Vasco da Gama   | 2-0           |
| Quarti di finale | Vasco da Gama - Universitario   | 5-2           |

2015
| Turno         | Partita                           | Risultato |
| ------------- | --------------------------------- | --------- |
| Primo turno   | Universitario - Dep. Anzoátegui   | 3-1       |
| Primo turno   | Dep. Anzoátegui - Universitario   | 1-3       |
| Secondo turno | Defensor Sporting - Universitario | 3-0       |
| Secondo turno | Universitario - Defensor Sporting | 0-1       |

2016
| Turno       | Partita                | Risultato |
| ----------- | ---------------------- | --------- |
| Primo turno | Universitario - Emelec | 0-3       |
| Primo turno | Emelec - Universitario | 3-1       |

2023
| Turno         | Partita                       | Risultato |
| ------------- | ----------------------------- | --------- |
| Prima fase    | Universitario - Cienciano     | 2-0       |
| Fase a gironi | Gimnasia (LP) - Universitario | 0-1       |
| Fase a gironi | Universitario - Goiás         | 2-2       |
| Fase a gironi | Universitario - Ind. Santa Fe | 2-0       |
| Fase a gironi | Goiás - Universitario         | 1-0       |
| Fase a gironi | Ind. Santa Fe - Universitario | 2-0       |
| Fase a gironi | Universitario - Gimnasia (LP) | 1-0       |
| Spareggi      | Corinthians - Universitario   | 1-0       |
| Spareggi      | Universitario - Corinthians   | 1-2       |

Coppa CONMEBOL
1992
| Turno            | Partita                     | Risultato |
| ---------------- | --------------------------- | --------- |
| Ottavi di finale | Universitario - El Nacional | 1-3       |
| Ottavi di finale | El Nacional - Universitario | 3-1       |

1997
| Turno            | Partita                            | Risultato |
| ---------------- | ---------------------------------- | --------- |
| Ottavi di finale | Universitario - Téc. Universitario | 3-0       |
| Ottavi di finale | Téc. Universitario - Universitario | 0-0       |
| Quarti di finale | Deportes Tolima - Universitario    | 1-0       |
| Quarti di finale | Universitario - Deportes Tolima    | 2-0       |
| Semifinali       | Universitario - Atlético Mineiro   | 0-2       |
| Semifinali       | Atlético Mineiro - Universitario   | 4-0       |

Coppa Merconorte
1998
| Turno         | Partita                        | Risultato |
| ------------- | ------------------------------ | --------- |
| Fase a gironi | Universitario - Deportivo Cali | 0-0       |
| Fase a gironi | El Nacional - Universitario    | 1-1       |
| Fase a gironi | Caracas - Universitario        | 0-2       |
| Fase a gironi | Deportivo Cali - Universitario | 2-1       |
| Fase a gironi | Universitario - El Nacional    | 1-2       |
| Fase a gironi | Universitario - Caracas        | 1-3       |

1999
| Turno         | Partita                           | Risultato |
| ------------- | --------------------------------- | --------- |
| Fase a gironi | El Nacional - Universitario       | 4-1       |
| Fase a gironi | Universitario - América de Cali   | 1-2       |
| Fase a gironi | Universitario - Atlético Nacional | 2-2       |
| Fase a gironi | Universitario - El Nacional       | 2-0       |
| Fase a gironi | América de Cali - Universitario   | 2-1       |
| Fase a gironi | Atlético Nacional - Universitario | 0-0       |